# St. Johannis (Oberwünsch)

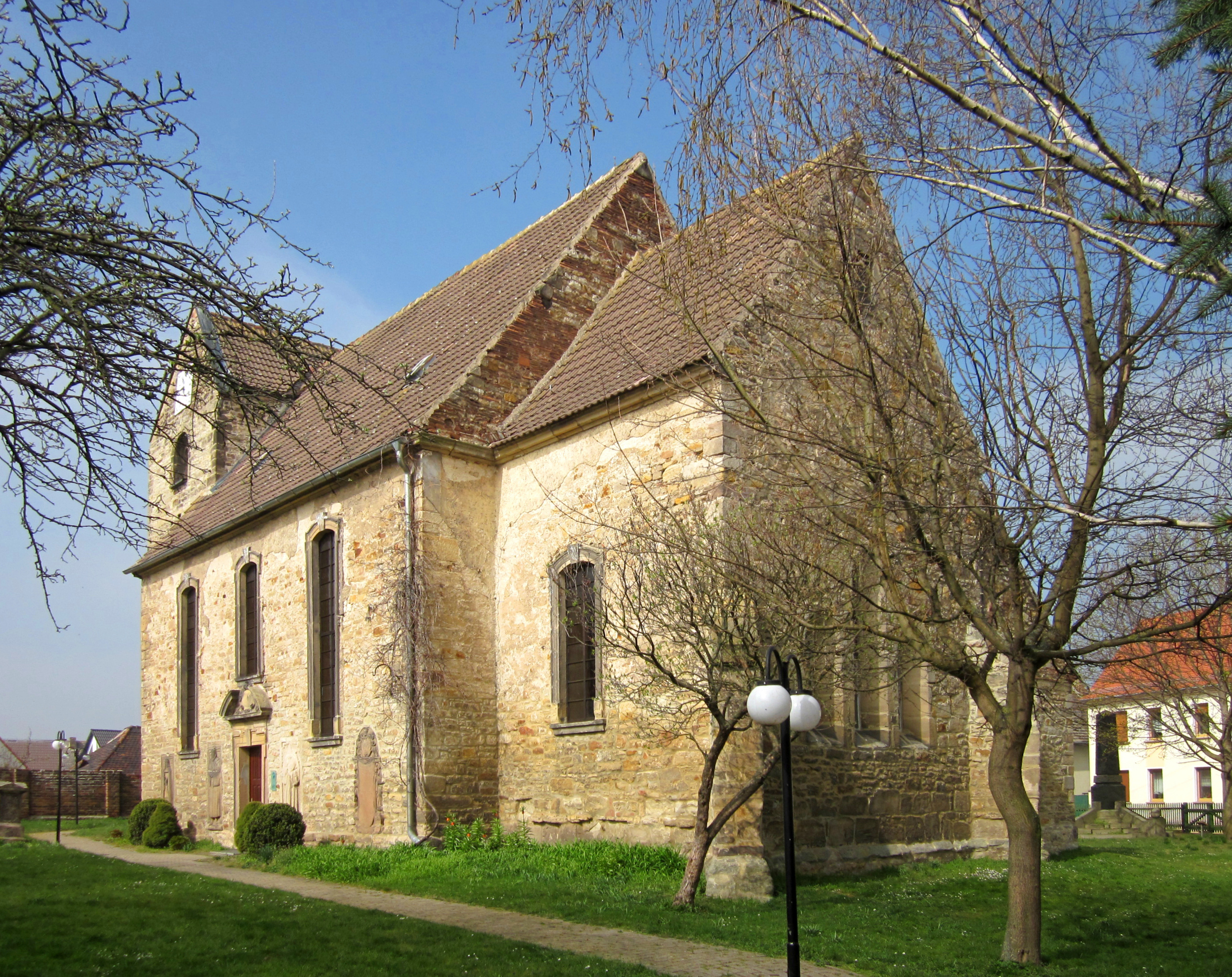
Dorfkirche Oberwünsch

Die evangelische Dorfkirche St. Johannis ist eine ursprünglich romanische Saalkirche im Ortsteil Oberwünsch von Mücheln (Geiseltal) im Saalekreis in Sachsen-Anhalt. Sie gehört zum Pfarrbereich Mücheln-Langeneichstädt im Kirchenkreis Merseburg der Evangelischen Kirche in Mitteldeutschland (EKMD).

## Geschichte und Architektur
Die Kirche ist ein im Kern romanischer Rechteckbau mit eingezogenem Chorraum und Westturm, der mehrfach verändert wurde. Vom romanischen Gründungsbauwerk stammt der quadratische Westturm, an dessen Nord-, Ost- und Südseite als Klangarkaden gekuppelte Rundbogenöffnungen auf einfachem Würfelkapitell angeordnet sind; der Westeingang mit gesprengtem Segmentgiebel ist demgegenüber barock. Das breitere Schiff stammt aus den Jahren 1720–22 und wurde möglicherweise vollständig barock erneuert; die Tür an der Südseite ist entsprechend dem Turmeingang gestaltet, der nördliche Sakristei-Anbau ist noch jünger. Das stark eingezogene Chorquadrat mit Eckstrebepfeilern und gestaffelter Dreifenstergruppe stammt aus dem frühen 13. Jahrhundert. Innen ist der Turm mit einem mächtigen Rundbogen zum Schiff geöffnet, das mit einer flachen linear stuckierten Putzdecke über einer hohen Voute geschlossen ist; es ist von Emporen umgeben, die an den Längsseiten zweigeschossig und im Westen zurückschwingend ausgebildet sind.

## Ausstattung
Das Hauptstück der Ausstattung ist ein hölzerner Kanzelaltar, der inschriftlich auf das Jahr 1722 datiert ist, der Korb ist zwischen ionischen Säulen angebracht, auf den gesprengten Segmentgiebel sind zwei sitzende Engel, dahinter im Aufsatz Gottvater, seitlich Umgangstüren angeordnet. Gleichzeitig entstand der Taufständer aus Holz mit Lesepultaufsatz. Zwei unterlebensgroße barocke  geschnitzte Kruzifixe sind ebenfalls erhalten. In der Sakristei sind vier Steinplatten mit den Reliefs der Evangelisten von einer Kanzel aus der ersten Hälfte des 17. Jahrhunderts erhalten, die Figur des Mose an der Chornordwand ist vermutlich der zugehörige Kanzelträger.
Die heutige Orgel mit klassizistischen Prospekt ist ein Werk von Wilhelm Hellermann aus dem Jahr 1856/57 mit 14 Registern auf zwei Manualen und Pedal.
Außen an der Kirche sind bemerkenswerte figürliche Grabsteine für die Pfarrer Christof Ortleben († 1615) und Christian Calenus († 1613) sowie des Jacob Schimpf († 1661) aufgestellt.